# 줄리 패리시
줄리 패리시(Julie Parrish, 1940년 10월 21일 ~ 2003년 10월 1일)는 미국의 배우, 연극 배우, 텔레비전 배우, 영화배우, 가수이다.

## 영화
- 비버리힐즈의 아이들 (1990년)
- 다이너스티 (1981년)
- 더 도베르만 갱 (1972년)
- 털보 가족 (1966년)
- 파라다이스 (1966년)
- 야망의 대결 (1966년)
- 우리 생애 나날들 (1965년)
- FBI (1965년)
- 할로우 (1965년)
- 너티 프로페서 (1963년)
- 나의 세 아들 (1960년)